# Sun is Shining (Lost Frequencies)
Sun is Shining is een nummer van de Belgische deephouse-dj Lost Frequencies uit 2019. Het is de vijfde single van Alive and Feeling Fine, het tweede studioalbum van Lost Frequencies. Een deel van de lyrics gaf ook de naam aan de titel van Lost Frequencies' album.
Het nummer werd een hit in België en bereikte de top 5 positie in de Vlaamse Ultratop 50. Het nummer stond een half jaar in de hitlijst.